# 国立ソウル顕忠院
国立ソウル顕忠院（こくりつソウルけんちゅういん）は、大韓民国ソウル特別市銅雀区にある国立墓地である。

## 概要
この墓地には日本の統治時代における独立運動家や国家功労者、朝鮮戦争、ベトナム戦争の戦死者、朴正煕元大統領など歴代大統領が祀られている。2009年5月には新潟日赤センター爆破未遂事件に係わった工作員12名が戦没者として祀られた。　
1955年に朝鮮戦争で戦死した軍人･軍属を埋葬するための国軍墓地として作られ、1965年3月に国立墓地に昇格した。1996年6月に国立顕忠院に名称変更した後、2006年1月に国立ソウル顕忠院となった。現在、顕忠院には16万9千人が眠っており、このうち埋葬されているのは亡骸がある5万4444人である。
安葬対象は『国立墓地の設置及び運営に関する法律第5条第1項』によって決められており、国家元首、愛国、殉国烈士など国の発展のために名誉なことをした人や、国のために命を捧げた将兵などを称える場所である。
日本からは2006年10月9日に安倍晋三（第1次安倍内閣当時）が内閣総理大臣として、そして2011年10月19日に野田佳彦が内閣総理大臣として公式に参拝し献花している。
2014年5月に日帝残滓清算のため、カイヅカイブキ等の日本産樹木を全て韓国産の樹木に植え替えるという計画が国会で承認された。
2020年8月15日、金元雄（光復会会長）が、親日軍人をはじめ反民族の人々69人が顕忠院内に埋葬されているとして、親日派の改葬（破墓）論を提起した。